# Broissia
Broissia település Franciaországban, Jura megyében. Lakosainak száma 57 fő (2022. január 1.). Broissia Montfleur, Val Suran és Montlainsia községekkel határos.

## Népesség
A település népességének változása:
| Lakosok száma | 58   | 33   | 31   | 49   | 57   | 65   | 65   | 62   | 60   | 57   |
|               | 1968 | 1982 | 1990 | 2006 | 2013 | 2015 | 2017 | 2019 | 2020 | 2022 |